# Locomotive Mountain
Locomotive Mountain är ett berg i Kanada.   Det ligger i provinsen British Columbia, i den sydvästra delen av landet, 3 500 km väster om huvudstaden Ottawa. Toppen på Locomotive Mountain är 2 024 meter över havet.
Terrängen runt Locomotive Mountain är huvudsakligen bergig, men österut är den kuperad. Trakten runt Locomotive Mountain är nära nog obefolkad, med mindre än två invånare per kvadratkilometer.. Det finns inga samhällen i närheten. 
Trakten runt Locomotive Mountain är permanent täckt av is och snö.